# 東京キャラクターショーRADIO
『東京キャラクターショーRADIO』（とうきょうキャラクターショーラジオ）は声優の田中理恵とニッポン放送のアナウンサー吉田尚記がパーソナリティーを務めたアニラジである。略称は「きゃらしょ」（吉田が初回放送で命名）。
吉田はこの番組がきっかけで『機動戦士ガンダムSEED DESTINY』にゲスト出演を果たした（詳細後述）。

## 概要
局が主催する東京キャラクターショー (TCS) の名を冠した番組であるが、年に一度しか開催されないTCSについて年中触れるほどの話題があるはずもなく、TCS開催期間前後以外は番組中でTCSについて触れられることはほとんどなかった。
それどころか、パーソナリティーの田中のこの時期の主なテレビアニメ出演作が『ちょびっツ』『機動戦士ガンダムSEED』『SEED DESTINY』『ローゼンメイデン』とTBS系列が多かったため、吉田もこれら他局系列の番組ばかり好んで話題にするという風変わりな番組であった。

### 帯番組時代
放送開始は2002年（平成14年）10月7日。当初は月曜日から木曜日の21:00 - 21:30に生放送されていた帯番組であった。当時の吉田尚記以外の出演者は以下の通り。
- 月曜日：山本麻里安（きゃらしょニュースの月曜日）
- 火曜日：福井裕佳梨（とらタヌの火曜日）
- 水曜日：吉田のみ（ゲームの水曜日）※ ゲーム業界関係者などのゲストあり。番組のオープニングとエンディングのみが生放送で、本編は録音放送だった。録音部分はラジオ大阪でもネットされた。
- 木曜日：田中理恵（声優の木曜日）

2002年（平成14年）12月24日には当時のニッポン放送本社（元々有楽町に入居しているビル建て替え工事に伴い、台場のフジテレビ局舎内に一時移転していた時代）と目と鼻の先の、台場STUDIO DREAM MAKERにて、メインパーソナリティー全員集合の公開録音が開催された。

### 単独番組化以降
2003年（平成15年）4月からは毎週日曜日21:30 - 22：00（ナイター中継延長の場合は25:30 - 26:00または26:00 - 26:30）に移動。これに合わせて録音放送となり、それ以降は吉田と田中の2人体制になった。
2003年（平成15年）4月13日放送分は、ナイター中継延長に伴う放送時間変更の告知ミスが原因で聞き逃したリスナーが続出し、翌週に本来の放送分の後に急遽再放送された。
2003年（平成15年）10月からは毎週日曜日24:30 - 25:00に移動。
2004年（平成16年）7月24・25日に幕張メッセで開催された『東京キャラクターショー2004』の25日のメインステージイベントにて、番組2回目となる公開録音が、当時田中がレギュラー出演していた『爆裂天使』を制作していたIMAGICAとの共催と言う形で「爆天祭り」と称して開催された。この中で、田中と同作品の共演者であるゲスト3人（渡辺明乃・豊口めぐみ・高橋美佳子）による『爆裂天使』イメージソングのミニライブが披露された。また、この日の『ロード・オブ・ジ・アキバ』は『ロード・オブ・ザ・マクハリ』と題名を変えて、会場の幕張メッセにちなんで幕張に纏わるネタが読まれた。
2005年（平成17年）3月27日に番組終了。4月からは『有楽町アニメタウン』として、ほぼ同じ構成（コーナー「ロード・オブ・ジ・アキバ」のみ終了）の後継番組が開始。最終回での告知によると「“何となく”変わった」とのこと。以降、『YAGアニメラボ』を経て、2011年12月現在はニッポン放送携帯サイトにて2人によるラジオ番組は継続している。

## コーナー
主なコーナーは以下の通り。
おしえてゆかりん
二十歳の女子大生・福井裕佳梨がリスナーの質問に答えていく火曜日の放送のコーナー。
ロード・オブ・ジ・アキバ
アニメやヲタクの街・秋葉原に関するリスナーの妄想を紹介していく。番組終了にともない終了。
萌えビアの泉
アニメ・漫画などの知っていても知らなくてもいいムダ知識を集めていく。評価は「萌え〜」。
『トリビアの泉』のパロディであり、吉田が吉田八嶋、田中がタモリエと称していた。
萌える早口言葉
アニメ・漫画などに関する単語でリスナーが作った早口言葉にパーソナリティの2人が挑戦。通称・萌え早。
人気コーナー「萌えビアの泉」で使用された萌えボタンを商品化しようと試みたことがあるが、諸事情により、それには至らなかった。その代わりとして「萌え〜」という音声が、田中理恵による「着ボイス」としてニッポン放送の公式携帯サイトにて期間（2004年11月中）限定で配信された。それ以降、同コーナーでも「萌え〜」は、田中の声が使用されている。

## 吉田、MS搭乗
普段から吉田のガンダムマニアぶりは凄まじく（と言っても『機動戦士ガンダム』や『機動戦士ガンダムSEED』シリーズに偏っている事が多いのだが）、普段からそれらに絡めた発言やネタ選びに走る傾向が強く、それが田中の苦笑を誘う事も珍しくなかった。
『機動戦士ガンダムSEED』の本放送時に監督の福田己津央が本番組（＝きゃらしょ、以下同じ）にゲストとして出演した際、無類のガンダムファンである吉田は、共に本番組のパーソナリティを務める田中理恵が『SEED』にラクス・クライン役でレギュラー出演している縁で、「僕も是非、憧れのモビルスーツに乗らせて下さい！」と『SEED』への（モビル・スーツ搭乗員役での）出演を直訴。福田監督は承諾するものの約束を忘れてしまい、吉田が出演することなく『SEED』は終了。
一年後、続編『機動戦士ガンダムSEED DESTINY』の本放送開始直後に再び福田監督が本番組にゲスト出演した際、吉田が改めて直訴したところ、福田監督は「他のスタッフや関係者がOKしたら」と快諾する。
すると福田監督の出演後しばらくして、『SEED』シリーズの構成作家である両澤千晶から直々に「タダで乗せる（出演させる）のはファンに失礼であるので、条件として3つの試練を課し、それを達成出来たら吉田の出演を許可する」とのメッセージが本番組に届けられる。そして吉田はその試練を見事達成し、2005年（平成17年）1月8日放送の『SEED DESTINY』第13話「よみがえる翼」でついに念願のモビルスーツ搭乗（特殊部隊長ヨップ・フォン・アラファス役での出演）を果たした。しかし本編での演技力は、普段やっているラジオドラマの方が遥かにマシ、と言われるほどであった。
吉田の初収録の模様は2004年（平成16年）最後の放送の本番組内で公開（悪乗りして窘められる吉田の様子を福田監督自身が陰からこっそりリポートしていた）されている。吉田は、この模様を本番組で聴いた田中理恵にもたしなめられていた。
「ヨップ・フォン・アラファス」という役名は本番組内で公募（ちなみに由来は、吉田のあだ名である「ヨッピー」と、2人体制になったあとの初期の番組内で行われていたラジオドラマ「理生のいる風景」での吉田の役名「新橋尚輝（あらはしなおき）」から）したもので、ヨップの乗ったモビルスーツ「アッシュ（カラーリングは吉田の好きなアニメ『ケロロ軍曹』がモデル）」はガシャポンから商品化もされている。その後、ヨップは『SEED DESTINY』の公式サイトのキャラクターリストにも掲載されたが、なぜか「ヨッピー」という名前になっていた（その後修正された）。